# Verossimilhança
Chama-se verossimilhança (português brasileiro) ou verosimilhança (português europeu), em linguagem coerente ao atributo daquilo que parece intuitivamente verdadeiro, isto é, o que é atribuído a uma realidade portadora de uma aparência ou de uma probabilidade de verdade, na relação ambígua que se estabelece entre imagem e ideia.
O seu princípio, na Grécia Antiga, aconselhava que as artes deviam ter um conteúdo verosímil (ou verossímil), ou seja, possível, coerente. O enredo devia ser possível, e não incongruente.

## Literatura
Em literatura, o termo designa a ideia de que aquilo que é narrado se assemelha à realidade. No teatro, tem a ver com a clássica Regra das Três Unidades (séc. XVII). Verosimilhança no geral é aquilo que possui semelhança com a nossa realidade, com o nosso dia a dia .
Verosimilhança é a impressão da verdade que a ficção consegue provocar no leitor. Alguns filmes, novelas, livros são exemplos de verosimilhança pois apresentam os fatos semelhantes ao que acontecem na realidade vivida.
Outro ponto de vista, define a verosimilhança não como a semelhança dos elementos da obra com o mundo real, mas a credibilidade que esses elementos demonstram em relação ao mundo de ficção apresentado. Sob essa perspectiva, portanto, adequação à realidade e verosimilhança são conceitos independentes, podendo, por exemplo, uma obra introduzir elementos que se correspondem fielmente com a realidade, mas não são verosímeis no contexto de ficção construído na obra.

## Estatística
Em estatística, a noção de verosimilhança é uma função da probabilidade condicional. Tem vastas aplicações na ciência. Através do método estatístico, a função de verosimilhança é uma função de probabilidade condicional
O estimador estatístico Verosimilhança possui uma variação bastante utilizada. O Maxver (Máxima verosimilhança) é usado em diversas áreas (geociências, engenharia, etc.), ele baseia-se no Cálculo onde ao se derivar uma equação e igualando-a a zero pode-se chegar ao(s) valor(es) mínimo e/ou máximo.

## Direito
O juízo de verosimilhança nada mais é do que um juízo de probabilidade, pouco mais do que o inequívoco, verosimilhança vem a ser um nível de convencimento elevado à possibilidade e inferior à probabilidade. O fato de ter a lei vinculado a persuasão da verosimilhança da alegação à prova inequívoca, é sinal de que a probabilidade identificada na verosimilhança não significa, de forma alguma, um grau mínimo da provável realidade da alegação. Ao oposto, tem-se que na tutela antecipada, o nível de probabilidade que decorre da prova inequívoca se não é, está muito próximo do máximo. Certo é, pois, que a antecipação da tutela exige probabilidade e esta há de ser intensa, apta de induzir a absorção absoluta entre probabilidade e verosimilhança.
A verosimilhança da alegação não pode exclusivamente estar lastreada na disposição de conceitos acerca da demanda tratada nem, tampouco, a busca de se encontrar solução para o caso pode tornar incerto o direito.
A verosimilhança é um dos pressupostos da antecipação de tutela prevista no cap. do artigo 273 do Código de Processo Civil conjuntamente com a prova inequívoca. Ou seja, verossimilhança da alegação é a confrontação com a verdade das afirmações contidas na petição inicial de um processo judicial.
As expressões jurídicas verosimilhança e prova inequívoca, no sentido literal, são contraditórias, vez que a esta significa prova robusta que não permite equívocos ou dúvidas, enquanto aquela leva ao juízo de poder ser.
A proximidade de tais locuções, contudo, leva ao juízo de probabilidade que consiste na preponderância dos motivos convergentes à aceitação de determinada proposição, sobre os motivos divergentes. Nesse conceito, portanto, a probabilidade é menos do que a certeza e mais do que a simples credibilidade. A verosimilhança é a organização lógica dos fatos no enredo. Cada fato é motivo(causa) para o desencadeamento de outros fatos (efeitos).